# Survivor (banda)
Survivor es una banda estadounidense de Hard Rock y AOR (Adult Oriented Rock), formada en 1978 por Jim Peterik y Frankie Sullivan. La banda alcanzó su mayor éxito en la década de los 80, sobre todo en su país de origen. Destacan sus éxitos "Eye of the Tiger" y "Burning Heart", canciones principales de las películas de culto Rocky III (1982) y Rocky IV (1985), durante su carrera la banda sufrió muchos cambios de integrantes, siendo solo Frankie Sullivan el único miembro original que permanece en la banda.

## Historia

### Primeros años
Survivor se formó en 1978, cuando Jim Peterik (exvocalista y guitarrista de The Ides of March), Frankie Sullivan, Dave Bickler, Gary Smith y Dennis Johnson comenzaron a tocar en pequeños pubs. Fue en 1979, que grabaron su primer disco llamado "Survivor", que no cumplió las expectativas del grupo. Su siguiente disco, "Premonition", en 1981 entró en las listas y fue bastante popular en Estados Unidos, consiguiendo colocar un sencillo en el Top 40, "Poor Man's Son".
En 1982, la suerte en forma de Sylvester Stallone llamó a las puertas del grupo. Este último, tras escuchar el tema "Poor Man's Son" quería una canción parecida para su película "Rocky III". La banda aceptó el reto. De ese reto surgió "Eye of the Tiger".
La canción fue un gran éxito, manteniéndose siete semanas en los primeros puestos de las listas estadounidenses. También entró en el Billboard británico manteniéndose seis semanas en el Top 40 y se mantuvo en el n.º 1 en Australia durante cuatro semanas. El tema fue premiado con un Premio Grammy a la mejor interpretación de rock, votado como el "Mejor Tema Nuevo" en los People's Choice Award y también recibió una nominación a los Oscar de la Academia. El álbum del mismo título, Eye of the Tiger fue lanzado a finales de 1982, con otro sencillo que entraría en el Top 40, "American Heartbeat" (nº17). El álbum consiguió el n.º 2 de las listas en Estados Unidos.
En 1983, Survivor intentó repetir el éxito de "Eye of the Tiger" sacando "Caught in the Game". Resultó ser un fracaso al no pasar del nº82 del Billboard en Estados Unidos. Ninguno de los dos singles extraídos del disco consiguió acercarse al éxito del año anterior. La banda sufrió otro percance antes de la gira de finales de 1983, al detectarse problemas vocales en el cantante Dave Bickler y tener que ser sustituido por Jimi Jamison de los grupos Target y Cobra.

### 1984-1988: Los años con Jamison
En el año 1984 graban el tema "The Moment of Truth" (n.º 63 en Estados Unidos), para la banda sonora y tema principal del éxito de taquilla "Karate Kid" (1984).
Ese mismo año, 1984, la banda entra nuevamente al estudio para grabar el primer disco con Jimi Jamison. "Vital Signs" devolvió al grupo a la popularidad, llegando al nº16 del Billboard con el impulso de sencillos como "I Can't Hold Back" (n.º 13 en EE. UU.), "High On You" (n.º 8) o "The Search Is Over" (n.º 4).
En 1985, sacaron otro sencillo, "Burning Heart" de la banda sonora de "Rocky IV", que alcanzó el n.º 2 del Billboard.
El siguiente álbum que publicó la banda sería "When Seconds Count" que salió en 1986 e incluía el sencillo "Is This Love" (n.º 9 en EE. UU.). En el Billboard de discos, alcanzó el n.º 49, vendiendo más de 500.000 copias y fue certificado como Disco de Oro.
Durante la producción del séptimo disco, "Too Hot To Sleep" (1988), Ellis y Droubay fueron sustituidos por dos músicos de sesión, Mickey Curry en la batería y Bill Syniar en el bajo. El disco sonaba más duro que sus últimos éxitos y se acercaba más al sonido de sus principios. "Too Hot To Sleep" no llegó a tener un gran éxito y se quedó en el n.º 187 en EE. UU.

### 1989-2000
Tras el fracaso de ventas de "Too Hot To Sleep", Jim Peterik y Frankie Sullivan deciden parar la banda indefinidamente. Sin embargo, Jimi Jamison sigue girando con un grupo de músicos locales tocando canciones de Survivor y en 1990 saca un disco en solitario. Sigue girando pero esta vez bajo el nombre Survivor y tras un pequeño éxito internacional Sullivan entra en la banda para hacer unos 10 conciertos y luego volver a abandonar.
Entre finales de 1992 y principios de 1993 se pide a Survivor sacar un nuevo disco de éxitos pero con 2 temas nuevos. Por lo tanto, durante un corto periodo de tiempo, Peterik, Sullivan y Jamison volvieron a estar juntos en el estudio para grabar esos temas y prepararse para la próxima gira mundial. Después de discusiones sobre los contratos Jamison deja la banda y vuelve a girar como Jimi Jamison's Survivor.
En la primavera de 1993 Peterik y Sullivan vuelven a reunirse con el primer cantante, Dave Bickler, sacan un "Greatest Hits" con dos temas nuevos y vuelven a hacer una gira mundial. Debido a que Jamieson sigue girando bajo el nombre de Survivor, Peterik y Sullivan deciden ir a juicio contra él para recuperar el nombre de la banda.
Entre 1993 y 1996 graban unas 20 demos para un nuevo disco pero no pueden conseguir un contrato discográfico debido a los continuos juicios por el nombre del grupo.
Finalmente Peterik decide abandonar la banda tocando por última vez con Survivor el 3 de julio de 1996 en el festival "The Eye In The Sky" en Lisle, Illinois. Survivor reemplazan a Peterik por el compositor y teclista Chris Grove, mientras Peterik vuelve a grabar y girar con Ides of March y funda su nuevo grupo, Pride of Lions.
En 1997 Marc Droubay vuelve a Survivor como batería y percusionista y Stephen Elis deja el grupo y es sustituido por Billy Ozzello al bajo.
Survivor siguen grabando demos para un próximo disco, incluyendo temas como "Rebel girl'98" o "Lies" del disco en solitario de Sullivan.
En 1999, Jamison saca su disco "Empires" bajo el nombre de "Jimi Jamieson Survivor" que más tarde sería reeditado bajo su propio nombre. A finales de año, Frankie Sullivan obtiene todos los derechos sobre el nombre de Survivor y la batalla judicial llega a su fin.

### 2000-presente
A principios del 2000, Dave Bickler es despedido dando origen a una nueva colaboración entre Sullivan y Peterik. Con Jamison de nuevo en el grupo, la banda vuelve a grabar nuevo material, sacando el tema "Felicitases" para la película de Sylvester Stallone "Driven". Mientras siguen girando por Norteamérica, Europa y Asia.
El 21 de abril de 2006, Survivor saca un nuevo disco, "Reach", compuesto en su mayoría de temas nuevos pero con algún tema recuperado de sus demos.
El 14 de julio del mismo año, se anuncia la marcha de Jamison y el fichaje de Robin McAuley, "McAuley Schenker Group".
Con la partida de McAuley el 2011 Jamison se vuelve a reunir con la banda y desde 2013 al presente Dave Bickler también se reúne a la banda.
El 31 de agosto de 2014 fallece Jimi Jamison a consecuencia de problemas cardiacos en su casa en Memphis.

## Miembros de Survivor

### Miembros
| Miembros actuales - Frankie Sullivan – guitarra líder, coros (1978–1988, 1993–presente) - Billy Ozzello – bajo, coros (1995–1996, 1999–2003, 2006–presente) - Ryan Sullivan – batería (2014–presente) - Cameron Barton – voz (2016–presente) - Jeffrey Bryan – teclados, guitarra rítmica, coros (2017–presente) | Antiguos miembros - Jim Peterik – teclados, guitarra rítmica, coros (1978–1988, 1993–1996) - Dave Bickler – voz (1978–1983, 1993–2000, 2014–2016) - Dennis Keith Johnson – bajo (1978–1981) - Gary Smith – batería (1978–1981) - Marc Droubay – batería (1981–1987, 1996–2014) - Stephan Ellis – bajo, coros (1981–1987, 1996–1999, 2005 (temporalmente), murió en 2019) - Dicky Lincon - Jimi Jamison – voz (1984–1988, 2000–2006, 2011–2014; murió en 2014) - Bill Syniar – bajo (1988, 1993-1994) - Mickey Curry – batería (sesiones de Too Hot to Sleep) (1988) - Kyle Woodring – batería (1988, 1993–1996; murió en 2009) - Klem Hayes – bajo (1994-1995) - Randy Riley – bajo (1995, 2003–2005) - Chris Grove – teclados, coros (1996–2008), guitarra rítmica (1996–2006) - Gordon Patriarca – bajo (1999) - Barry Dunaway – bajo (2005–2006) - Robin McAuley – voz, guitarra rítmica (2006–2011) - Michael Young – teclados, coros (2008–2010) - Mitchell Sigman – teclados, coros (2010–2011) - Walter Tolentino – teclados, coros (2011–2017), guitarra rítmica (2011–2017) - Rocko Reedy – bajo (1987 (temporalmente)) - Dave Carl – guitarra rítmica y líder (1993 (temporalmente)) |

## Discografía

### Álbumes
- Survivor (1979) #169 EE. UU.
- Premonition (1981) #82 EE. UU.
- Eye of the Tiger (1982) #2 EE. UU.
- Caught in the Game (1983) #82 EE. UU.
- Vital Signs (1984) #16 EE. UU.
- When Seconds Count (1986) #49 EE. UU.
- Too Hot to Sleep (1988) #187 EE. UU.
- Reach (2006)

### Recopilatorios
- Greatest Hits (1990)
- Prime Cuts: Classics Tracks (1998)
- Survivor Special Selection (2000)
- Fire in Your Eyes: Greatest Hits (2001)
- Ultimate Survivor (2004)
- Extended Versions: The Encore Collection (2004)
- The Best of Survivor (2006)

### Sencillos
| Año  | Tema                               | US Hot 100 | US MSR | US A.C. | UK singles | Disco                                  |
| ---- | ---------------------------------- | ---------- | ------ | ------- | ---------- | -------------------------------------- |
| 1980 | "Somewhere In America"             | 70         | -      | -       | -          | Survivor                               |
| 1980 | "Rebel Girl"                       | 103        | -      | -       | -          | Single no perteneciente a ningún disco |
| 1981 | "Poor Man's Son"                   | 33         | -      | -       | -          | Premonition                            |
| 1982 | "Summer Nights"                    | 62         | -      | -       | -          | Premonition                            |
| 1982 | "Eye of the Tiger"                 | 1          | 1      | 27      | 1          | Eye of the Tiger/Rocky III BSO         |
| 1982 | "American Heartbeat"               | 17         | -      | -       | -          | Eye Of The Tiger                       |
| 1983 | "The One That Really Matters"      | 74         | -      | -       | -          | Caught in the Game                     |
| 1983 | "Caught in the Game"               | 77         | 16     | -       | -          | Caught in the Game                     |
| 1984 | "The Moment of Truth"              | 64         | -      | -       | -          | Karate Kid BSO                         |
| 1984 | "I Can't Hold Back"                | 13         | 1      | -       | -          | Vital Signs                            |
| 1985 | "High on You"                      | 8          | 8      | -       | -          | Vital Signs                            |
| 1985 | "The Search Is Over"               | 4          | -      | 1       | -          | Vital Signs                            |
| 1985 | "First Night"                      | 53         | -      | -       | -          | Vital Signs                            |
| 1985 | "Burning Heart"                    | 2          | 11     | -       | 5          | Rocky IV BSO                           |
| 1986 | "Is This Love"                     | 9          | 27     | 25      | -          | When Seconds Count                     |
| 1987 | "How Much Love"                    | 1          | -      | -       | -          | When Seconds Count                     |
| 1987 | "Man Against the World"            | 86         | -      | -       | -          | When Seconds Count                     |
| 1988 | "Didn't Know it Was Love"          | 61         | 40     | -       | -          | Too Hot To Sleep                       |
| 1989 | "Across the Miles"                 | 74         | -      | 16      | -          | Too Hot To Sleep                       |
| 1989 | "Even since the world began"       | -          | -      | -       | -          | Lock Up / Silvester Stallone           |
| 2007 | "Eye Of The Tiger" (2007 re-entry) | -          | -      | -       | 47         | Eye of the Tiger/Rocky III BSO         |

## Influencia
En Stone Ocean, la sexta parte del manga japonés JoJo's Bizarre Adventure, el stand perteneciente a Guccio se llama Survivor, en alusión a la banda.